# Ceres (dværgplanet)
 For alternative betydninger, se Ceres. (Se også artikler, som begynder med Ceres)
Ceres (mere præcist 1 Ceres, symbol: ) er en dværgplanet. Det er det største og første opdagede objekt i Solsystemets asteroidebælte, der ligger mellem planeterne Mars og Jupiter. Ceres har en afstand fra solen på ca. 446. mio km. Ingen af de andre asteroider i dette bælte kan klassificeres som dværgplaneter. Ceres er opkaldt efter romernes udgave af Zeus' storesøster Demeter (gudinden Ceres). Det er den eneste dværgplanet, som er i den inderste del af vores solsystem.
Dværgplanetens diameter er ca. 950 km, og dens masse ca. 9 × 1020 kg (svarende til 0,0015 gange Jordens masse). Dermed udgør dens masse omkring en fjerdedel af asteroidebæltets samlede masse. Ceres har en radius på 490 km ved ækvator og en polradius på 455 km. 
Dog er dværgplaneten Pluto stadig 14 gange større end Ceres. Selvom Ceres godt nok er den største og tungeste småplanet i bæltet, er den dog ikke den lyseste (det er den halvt så store Vesta), for den reflekterer kun omkring 10 % af det visuelle lys, den rammes af. 
Ceres blev opdaget den 1. januar 1801 og blev i starten opfattet som en fuldgyldig planet. I løbet af de efterfølgende år blev der opdaget et stort antal andre himmellegemer i samme område som Ceres, og efterhånden opgav man tanken om, at Ceres var en rigtig planet. I stedet blev den lidt forvirrende betegnelse "asteroide" indført for disse nye objekter. Ceres roterer en gang rundt om sin egen akse på ni timer, og det tager 4,6 år for Ceres at fuldføre et omløb omkring Solen. Ceres bane befinder sig mellem 2,6 og 3 AU fra Solen
I en kort periode i 2006 var det igen på tale at ophøje Ceres til en planet i forbindelse med diskussioner af en præcis definition på planetbegrebet. Men denne tanke blev dog opgivet igen. Til gengæld fandt man på en ny betegnelse, dværgplanet, for objekter (i bane om Solen), der som i dette tilfælde er store nok til, at deres gravitation gør dem runde, men som ikke har "renset deres nabolag" for andre tilsvarende objekter. Ceres har ikke nogle måner, som mange andre dværgplaneter og planeter har.

## Udforskning af Ceres
Den 27. september 2007 opsendte NASA rumsonden Dawn, der den 6. marts 2015 gik i kredsløb om Ceres. Herved var Ceres den første dværgplanet der fik besøg af et rumfartøj. Dawn skal ikke lande på Ceres, men den vil fra kredsløbet gennemfotografere overfladen, så man vil kunne tegne et mere præcist atlas over Ceres. Desuden vil forskellige spektrometre undersøge den. I juli 2015 var Dawns primære mission overstået. En forlænget mission byder på yderligere undersøgelse af Ceres, og da Dawn forventes at have 48 kg ekstra xenon-brændstof i overskud, kan den bruges til at besøge en asteroide. Før Dawn gik i kredsløb om Ceres, havde den besøgt Vesta i 2011-12. 

## Vand på Ceres
Ved hjælp af rumobservatoriet Herschel er der konstateret vanddamp på Ceres. Skyer af vanddamp skyder op fra overfladen, når den opvarmes af solen. Ceres er det første himmellegeme i asteroidebæltet, hvor der nu er konstateret vand.
I en pressemeddelelse af 16. december 2016 oplyste NASA, at målinger fra rumsonden Dawn har vist, at der findes betydelige mængder af is "overalt" i Ceres ydre lag og i kratere på overfladen.